# Barbie Dreamhouse Adventures
 (mai 2022).
Si vous disposez d'ouvrages ou d'articles de référence ou si vous connaissez des sites web de qualité traitant du thème abordé ici, merci de compléter l'article en donnant les références utiles à sa vérifiabilité et en les liant à la section « Notes et références ».
Barbie Dreamtopia (en) Barbie: It Takes Two (en)
Barbie Dreamhouse Adventures est une série télévisée d'animation 3D américaine en 52 épisodes de 22 minutes, de l'univers Barbie, diffusée entre le 3 mai 2018 et le 12 avril 2020 sur Netflix, ainsi que quatre téléfilms.
En France, elle est diffusée en 2018 sur Tiji puis sur Gulli. Au Canada, elle a été diffusée sur YTV.

## Synopsis
Cette série vise particulièrement les enfants de 5 à 11 ans et se concentre sur les aventures de Barbie et ses jeunes sœurs : Skipper, Stacie et Chelsea.

## Distribution
| - Barbie : America Young (VFB : Helena Coppejans) - Barbie jeune : Cassidy Naber - Skipper (sœur) : Kirsten Day (VFB : Julie Basecqz) - Stacie (sœur) : Cassandra Morris (VFB : Aaricia Dubois) - Chelsea (sœur) : Cassidy Naber (VFB : Alayin Dubois) - Margaret (maman) : Lisa Fuson (VFB : Angélique Leleux) - George (papa) : Greg Chum (VFB : Alain Eloy) - Nikki : Desirae Whitfield (VFB : Delphine Chauvier) - Teresa : Cristina Milizia (VFB : Mélissa Windal) - Renée : Stephanie Sheh (VFB : Véronique Biefnot) - Daisy : Emma Galvin (VFB : Audrey Devos) - Ken : Ritesh Rajan (VFB : Maxime Donnay) | - Trey Reardon (S1E01, 04, 08) :Eamon Brennan (VFB : Alexis Flamant) - Poppy Reardon (S1E01, 04, 08) : Lisa Fuson (VFB : Nathalie Hons) - Whitaker Reardon (S1E01, 04, 08) : Johnny Yong Bosch (VFB : Franck Dacquin) - Porte de la Maison de Rêves (S1E01) : Tara Sands - Ben (S1E02) : Kristen Day - Tammy (S1E03) : Kristen Day (VFB : Cécile Florin) - Johnny Bee (S1E03) : Rhomeyn Johnson (VFB : David Manet) - Greg (S1E03) : Benjamin Diskin (VFB : Michel Hinderyckx) - Juan (Go Team S1E01, E02, E03) : Nicolas Roye (VFB : Eric Salamone) - Mr Pearlman (Go Team S1E01, E02, E03) : Nicolas Roye (VFB : Jean-Marc Delhausse) - Darcy (Go Team S1E01, E02) : Lauren Bradley (VFB : Sophie Pyronnet) - Vlad (Go Team S1E02, E03) : Joe Hernandez (VFB : Benoît Grimmiaux) |

Doublage
- Direction artistique : Véronique Biefnot
- Adaptation : Sophie Servais, Jennifer Grossi, Ludivine Marcvalter

## Épisodes

### Barbie Dreamhouse Adventure
Cette série qui contient 26 épisodes a été découpée en trois saison sur Netflix aux États-Unis mais la version internationale regroupe ces saisons en une seule saison.

#### Première saison (2018)
Elle a été mise en ligne le 3 mai 2018.
1. Bienvenue dans notre nouvelle maison (Welcome to the Dreamhouse!)
2. La Cabane (Clubhouse (Remix))
3. Les Pâtissiers de l'extrême (Nobody's Cupcake)
4. Vive les pionniers (The Great Pioneer Adventure)
5. Ma petite sœur baby-sitter (Baby Sister Babysitter)
6. Les Tournées détournées ! (Road Trip!)
7. Le Gâteau parfait (Picture Perfect Cake)
8. La Fée du toit (The Roof Fairy)

#### Deuxième saison (2018)
Cette saison a été mise en ligne le 13 septembre 2018.
1. Numéro d'équilibre (Balancing Act)
2. La vie peut être un rêve (Life Can Be a Dream)
3. Duchesse (Trey Is for Horses)
4. Un conte de chiots (A Dreamhouse Puppy Tale)
5. Le temps nous le dira (Time Will Tell)
6. Golf pour chiots (Putts for Pups)
7. Besoin d'aide (Pied Pupper)
8. Un jour à la plage (A Day at the Beach)
9. Une situation délicate (A Delicate Situation)

#### Troisième saison (2019)
Elle a été mise en ligne le 14 février 2019.
1. Célébrité virtuelle (Virtually Famous)
2. Tous les chiens à la plage (All Dogs Go to the Beach)
3. Retour aux sources (The Ballad of Windy Willows)
4. Échange de chambre (Room Swap)
5. Fuite (Getaway and Got Away)
6. Un espion puni (Totally Spying)
7. Barbie Roberts : Sirène sous couverture, 1re partie (Barbie Roberts : Undercover Mermaid Part 1)
8. Barbie Roberts : sirène sous couverture, 2e partie (Barbie Roberts : Undercover Mermaid Part 2)
9. Des puces à Malibu (A Dog's Day in Court)

### Barbie Dreamhouse Adventures: Vive l'équipe Roberts!

#### Première saison (2019)
Elle a été mise en ligne le 1er novembre 2019
1. Le Mystère de la sirène : 1re partie (Magical Mermaid Mystery Part 1)
2. Le Mystère de la sirène : 2e partie (Magical Mermaid Mystery Part 2)
3. Le Mystère de la sirène : 3e partie (Magical Mermaid Mystery Part 3)
4. Le Mystère de la sirène : 4e partie (Magical Mermaid Mystery Part 4)
5. Rentrée des classes (Sister Class Act)
6. Basket et poulets (Basket Case)
7. Le Bal des sentiments (Barbie's Dance Dilemma)
8. Maman super active (Working Mom)
9. Quelque chose d'emprunté (Something Borrowed)
10. Dans le groupe (The In Crowd)
11. La Famille de l'année (Family of the Year)
12. Le Sportathon : 1re partie (The Sportathon Part 1)
13. Le Sportathon : 2e partie (The Sportathon Part 2)

#### Deuxième saison (2020)
Elle a été mise en ligne le 1er novembre 2020.
1. La Semaine de l'esprit d'équipe (Spirit Week)
2. Même pas peur (Nothing to Fear)
3. Qui a volé les brownies ? (Barbie, Brownies and Bears, Oh My !)
4. Famille, Joie et Jeu (Family Fun and Games)
5. Le Cirque de la Maison de Rêves (Three Ring Dreamhouse)
6. Une pâle imitation (Dude Fight)
7. Les Amis fâchés (The Copy Cat)
8. Arrêt maladie pour Barbie (Barbie's Day Off)
9. Le Mystère du fantôme de la mine (The Curse of the Miner's Ghost)
10. Le Mystère du poulet masqué sur glace (Chicken Masked Mystery on Ice)
11. De la neige à Malibu (It Snows in Malibu)
12. Vacances de Noël (Dreamhouse Holidays)
13. Étroits liens d'amitié (Close-Knit Friendship)